# Енгельсберг
Енгельсберг (нім. Engelsberg) — громада в Німеччині, розташована в землі Баварія. Підпорядковується адміністративному округу Верхня Баварія. Входить до складу району Траунштайн.
Площа — 34,18 км2. Населення становить 2590 ос. (станом на 31 грудня 2020).